# مستشفى الأمير منصور العسكري
مستشفى الأمير منصور العسكري هو مستشفى عسكري بالطائف، ويعتبر أول مستشفى عسكري في المملكة العربية السعودية.

## نبذة
في عهد الملك عبد العزيز آل سعود أُمر بإنشاء مستشفى الأمير منصور العسكري بالطائف في عام 1371 هـ، وافتتحه الملك سعود بن عبد العزيز آل سعود عندما كان وليًا للعهد في 7 محرم 1372 هـ الموافق 27 سبتمبر 1952، وبلغت طاقته الاستيعابية أكثر من (100) سرير.

## المهام
مهمته الرئيسية تقديم الخدمات العلاجية والإسعافات الأولية للحالات الطارئة لجميع منسوبي القوات المسلحة وعائلاتهم والمواطنين والمقيمين بالمنطقة. وقد تم تجهيز المستشفى بعدد من التخصصات الطبية وبالكوادر الطبية المدربة والمعدات المتطورة اللازمة للتشخيص.

## المستوصفات التابعة
- مستوصف القوات المسلحة

## نانظر أيضًا
- قائمة مستشفيات وزارة الصحة السعودية